# Дирборн (Мисури)
Дирборн (енгл. Dearborn) град је у америчкој савезној држави Мисури.

## Демографија
По попису из 2010. године број становника је 496, што је 33 (-6,2%) становника мање него 2000. године.
| Група             | 2000.       | 2010.       |
| Белци             | 502 (94,9%) | 472 (95,2%) |
| Афроамериканци    | 2 (0,4%)    | 2 (0,4%)    |
| Азијати           | 1 (0,2%)    | 0 (0,0%)    |
| Хиспаноамериканци | 7 (1,3%)    | 13 (2,6%)   |
| Укупно            | 529         | 496         |